# История почты и почтовых марок Северной Ингрии
История почты и почтовых марок Северной Ингрии соответствует периоду самостоятельного государственного образования Республики Северная Ингрия, существовавшего в 1919—1920 годах, которое осуществляло собственную эмиссионную политику.

## Развитие почты

### Предыстория
В предыстории развития почтовой связи на ингерманландской земле можно упомянуть период шведского правления (до начала XVIII века). В частности, в 1638 году указ о почте опекунского правительства королевы Кристины, изданный в Швеции 20 февраля 1636 года, был распространён на территорию Шведской Ингерманландии.
В XVII и в начале XVIII веков через территорию Ингерманландии проходил сухопутный почтовый путь и осуществлялось почтовое сообщение со шведскими центральными правительственными учреждениями в Стокгольме. Почтовое сообщение осуществлялось по маршруту Ревель — Везенберг — Нарва — Ниеншанц — Выборг, а оттуда дальше через Финляндию и Аландские острова в Швецию.
После включения Ингерманландии в состав Российской империи на её территории стала действовать русская государственная почта.

### Почта Северной Ингрии
После Октябрьской революции, в середине 1919 года северная часть Ингерманландии провозгласила государственный суверенитет, с образованием Республики Северная Ингрия со столицей в деревне Кирьясало (ныне территория Всеволожского района Ленинградской области). Государственность Северной Ингрии существовала в 1919—1920 годах, при этом в Кирьясало была организована самостоятельная почтовая служба, признанная Всемирным почтовым союзом.
Помимо Кирьясало, планировалось создать почтовую службу ещё в двух других деревнях, однако этого так и не произошло. Почтовая служба в Кирьясало оставалась единственной в республике. Ежедневно она обрабатывала около 50—60 единиц корреспонденции, не считая большого объёма служебной почты полка под командованием Юрьё Эльфенгрена. Непосредственно в Кирьясало почтового отделения не было, оно находилось на финской железнодорожной станции Рауту (ныне Сосново Приозерского района Ленинградской области).

## Выпуски почтовых марок
В 1920 году были эмитированы две серии почтовых марок Республики Северная Ингрия, которые использовались в местном почтовом обращении и переписке между ингерманландскими войсками на фронте и их семьями в Финляндии. Инициатором выпусков был подполковник Юрьё Эльфенгрен. Он же предложил темы для рисунков, в которых были отражены эпизоды быта ингерманландцев с изображениями хлебопашца, сеятеля, удоя молока и уборки картофеля. Всего марок было выпущено 1,5 млн штук, номинальной стоимостью 1 300 000 финских марок.

### Первый выпуск
Первый выпуск из семи марок оригинального рисунка состоялся 21 марта 1920 года. Миниатюры были отпечатаны литографским способом на белой бумаге с линейной зубцовкой 11½. Они напоминали марки Финляндии 1918 года. На них был изображён стилизованный исторический герб Ингерманландии. Рисунок марок разработал Франс Камара (Frans Kamara), финляндский лейтенант, изучавший навыки рисования в Санкт-Петербурге до войны. На марках имеется надпись: «Pohjois Inkeri» («Северная Ингрия»), номиналы указаны в финской валюте — марках и пенни.
Для гашения марок использовался круглый двойной календарный штемпель с надписью «Kirjasalo» и дорожкой с переводной датой, изготовленный в Хельсинки компанией «Sundström». Первое гашение состоялось 21 марта 1920 года.

### Второй выпуск
Вскоре первый выпуск был распродан. Вторая серия, также состоящая из семи марок, была заказана в июне 1920 года, а в обращение поступила 2 августа. Автором рисунка марок этого выпуска был Густав Нимайер (нем. Gustav Niemeyer) из Германии. На марках были изображены следующие сюжеты: 10 пенни — герб Ингерманландии; 30 пенни — крестьянин с косой, работающий в поле; 50 пенни — земледелец; 80 пенни — доярка; 1 марка — уборка картофеля; 5 марок — горящая кирха, 10 марок — крестьяне, играющие на цитре (кантеле?). Первое известное гашение марок второй серии датировано 8 августа 1920 года.
| Марки второго выпуска (1920) | Марки второго выпуска (1920) | Марки второго выпуска (1920) | Марки второго выпуска (1920) |
| ---------------------------- | ---------------------------- | ---------------------------- | ---------------------------- |
|                              |                              |                              |                              |
| Герб Ингерманландии (Mi #8)  | Жнец (Mi #9)                 | Земледелец (Mi #10)          | Доярка (Mi #11)              |

|                           |                        |                                       |
| Уборка картофеля (Mi #12) | Горящая кирха (Mi #13) | Крестьяне, играющие на цитре (Mi #14) |

Марки первого и второго выпусков изготавливались выборгским печатным производством Виипурин Кирья-я-Кивипайно.

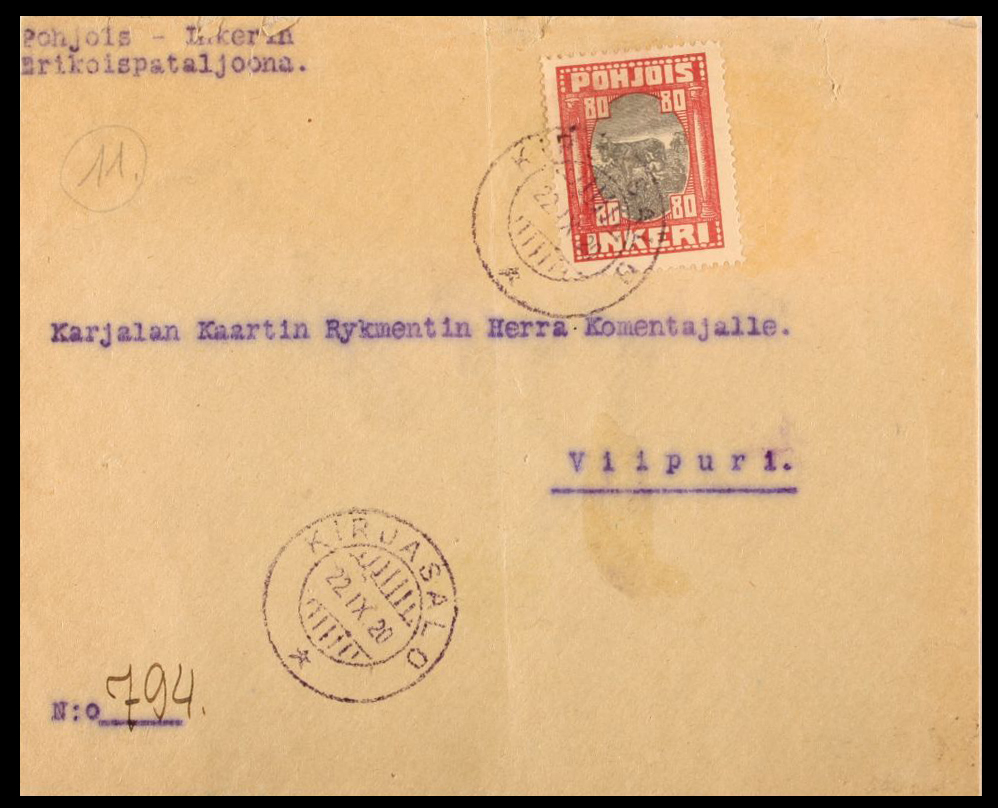
Почтовый конверт, отправленный из Кирьясало в Выборг и франкированный маркой Северной Ингрии
второго выпуска (1920)

После заключения Тартуского мирного договора, 6 декабря 1920 года территория республики была возвращена РСФСР. В тот же день почтовые марки республики были изъяты из обращения.

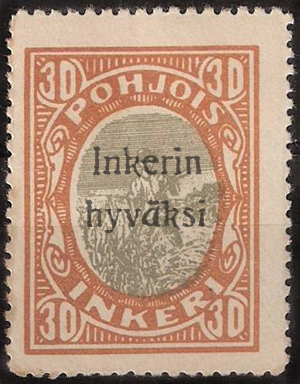
Благотворительная марка Северной Ингрии (1920)

## Благотворительные марки
В письме от 30 ноября 1920 года Временный комитет Северной Ингрии обратился к Министерству внутренних дел Финляндии с просьбой продать большую часть оставшихся марок второго выпуска, снабжённых надпечаткой фин. «Inkerin hyväksi» («Для Ингрии»). Эти марки использовались в качестве благотворительных и почтового применения не имели. Предположительно, доход от их продажи шёл на помощь ингерманландским беженцам, перемещённым в соответствии с мирным договором.

## Филателистические аспекты
Бо́льшая часть почтовых отправлений из Северной Ингрии носила филателистический характер. Часто письма из Кирьясало франкировались марками на большую стоимость, чем требовалось по существующему тарифу. Большое количество почтовой корреспонденции отправлялось дилерам в Западной Европе.
Средства, вырученные от продажи марок филателистам по всему миру, составили в конечном итоге 65 % бюджета этой непризнанной республики, находившейся в сложном финансовом положении.

## Фальсификации
Известно множество фальсификатов марок Северной Ингрии. Фальсификаты марок первого выпуска были отпечатаны в конце 1920-х годов, предположительно в Дании. Они отличаются от подлинных размерами зубцовки.
Фальсификаты марок второго выпуска были выполнены в Великобритании. В отличие от подлинных, они отпечатаны на белой, а не желтоватой бумаге. Цвета фальсификатов, как правило, ярче, чем у подлинных марок.
Большое количество фальшивых марок Северной Ингрии появилось в Европе в 1980-х — 1990-х годах.